# Кад свеци марширају (албум)
Кад свеци марширају (енгл. When The Saints Go Marching In) је шести и последњи албум ансамбла Седморица младих објављен под издавачком лиценцом Радио телевизије Србије, 2007. године.
 Албум је изашао на компакт-диску, а на њему се налази 27 песама које су снимљене у периоду од 1963—1989. године. Све песме снимане су у Студију Куцијаров у Београду.

## Списак песама
1. When The Saints Go Marching 2:33
2. Beale Street Blues 2:49
3. Срећа на оглас 2:51
4. Hallelujah 2:34
5. Honeysuckle Rose 2:12
6. Jericho 2:17
7. Riverboat Shuffle 3:26
8. That Lucky Old Sun 2:53
9. Чамац на Тиси 2:38
10. St. Louis Blues 4:12
11. Eternal Light 2:39
12. Cielito Lindo 1:48
13. Balade - Medley 5:23
14. Stars Fell On Alabama
15. Emaline
16. I Can't Give You Anything But Love
17. At The Jazz Band Ball 3:07
18. What A Wonderful World 3:41
19. Emina 2:41
20. Keeping Out Of Mischief Now 3:30
21. Alexanders Regtime Band 3:33
22. Black And Blue 3:50
23. Tiger Rag 2:46
24. Every Time I Fill The Spirit	1:51
25. China Town 2:08
26. Original Dixieland One Step 3:15
27. When The Saints Go Marching In 2:25